# Prémio de Literatura da União Europeia
O Prémio de Literatura da União Europeia (criado em 2009) é um prémio literário da União Europeia. O prémio foi fundado e financiado pelo Programa de Cultura da União Europeia, e é coordenado por um Consórcio, seleccionado pela Comissão. O Consórcio é composto pela European Federação Europeia de Vendedores de Livros, o Concelho Europeu de Escritores e a Federação dos Editores Europeus. O Consórcio selecciona os jurados nacionais e organiza os prémios.
Em cada ano 11 ou 12 países são seleccionados para fazerem parte do prémio, são seleccionados os jurados nacionais de cada país e cada júri de cada país selecciona um vencedor. Após três de rotação, todos os países participaram. Os países elegíveis para inclusão incluem:
- Os 28 Estados Membros da União Europeia (tal como em 2013)
- Os 3 países EEA: Noruega, Islândia e Liechtenstein
- Os países candidatos a entrar na UE: Turquia, Montenegro, República da Macedónia, Sérvia
- País potential candidato a entrar na UE: Bosnia e Herzegovina

Cada vencedor recebe 5,000€ e os seus livros são apoiados em termos de financiamento para tradução,  bem como promoção.

## Vencedores

### 2009
Os vencedores de 2009 foram anunciados em Novembro de 2009.
- Áustria: Paulus Hochgatterer, Die Suesse des Lebens
- Croácia: Mila Pavićević, Djevojčica od leda i druge bajke
- Eslováquia: Pavol Rankov, Stalo sa prvého septembra (alebo inokedy)
- França: Emmanuelle Pagano, Les Adolescents troglodytes
- Hungria: Szécsi Noémi, Kommunista Monte Cristo
- Irlanda: Karen Gillece, Longshore Drift
- Itália: Daniele Del Giudice, Orizzonte mobile
- Lituânia: Laura Sintija Cerniauskaité, Kvėpavimas į marmurą
- Noruega: Carl Frode Tiller, Innsirkling
- Polónia: Jacek Dukaj, Lód
- Portugal: Dulce Maria Cardoso, Os Meus Sentimentos
- Suécia: Helena Henschen, I skuggan av ett brott

### 2010
Os vencedores de 2010 foram anunciados a 18 de Novembro de 2010.
- Alemanha: Iris Hanika, Das Eigentliche
- Bélgica: Peter Terrin, De Bewaker
- Chipre: Myrto Azina Chronides, To Peirama
- Dinamarca: Adda Djørup, Den mindste modstand
- Eslovénia: Nataša Kramberger, Nebesa v robidah: roman v zgodbah
- Espanha: Raquel Martínez-Gómez, Sombras de unicornio
- Estónia: Tiit Aleksejev, Palveränd
- Finlândia: Riku Korhonen, Lääkäriromaani
- Luxemburgo: Jean Back, Amateur
- Macedónia: Goce Smilevski, Сестрата на Зигмунд Фројд (Sigmund Freud's sister)
- Roménia: Răzvan Rădulescu, Teodosie cel Mic

### 2011
Os vencedores de 2011 forma anunciados a 11 de Outubro de 2011.
- Bulgária: Kalin Terziyski, Има ли кой да ви обича
- Grécia: Kostas Hatziantoniou, Agrigento
- Holanda: Rodaan Al Galidi, De autist en de postduif
- Islândia: Ófeigur Sigurðsson, Jon
- Letónia: Inga Zolude, Mierinājums Ādama kokam
- Liechtenstein: Iren Nigg, Man wortet sich die Orte selbst
- Malta: Immanuel Mifsud, Fl-Isem tal-Missier (tal-iben)
- Montenegro: Andrej Nikolaidis, Sin
- Reino Unido: Adam Foulds, The Quickening Maze
- República Checa: Tomáš Zmeškal, Milostný dopis klínovým písmem
- Sérvia: Jelena Lengold, Vašarski Mađioničar
- Turquia: Çiler İlhan, Sürgün

### 2012
A cerimónia de entrega dos prémios decorreu em Bruxelas a 22 de Outubro de 2012.
- Áustria: Anna Kim, Die gefrorene Zeit
- Croácia: Lada Žigo, Rulet
- Eslováquia: Jana Beňová, Cafe Hyena: Plán odprevádzania
- França: Laurence Plazenet, L’amour Seul
- Hungria: Viktor Horváth, Török Tükör
- Itália: Emanuele Trevi, Qualcosa di Scritto
- Lituânia: Giedra Radvilavičiūtė, Šiąnakt aš miegosiu prie sienos
- Noruega: Gunstein Bakke, Maud og Aud: Ein Roman om Trafikk
- Polónia: Piotr Paziński, Pensjonat
- Portugal: Afonso Cruz, A Boneca de Kokoschka
- Suécia: Sara Mannheimer, Handlingen

### 2013
Os vencedores foram anunciados a 26 de Setembro de 2013. A cerimónia foi em Bruxelas a 26 de Novembro de 2013.
- Bélgica: Isabelle Wéry, Marilyn Désossée
- Bósnia Herzegovina: Faruk Šehić, Knjiga o Uni
- Chipre: Emilios Solomou, Hμερολóγιο μιας απιστίας
- Dinamarca: Kristian Bang Foss, Døden kører audi
- Estónia: Meelis Friedenthal, Mesilased
- Finlândia: Katri Lipson, Jäätelökauppias
- Alemanha: Marica Bodrožić, Kirschholz und alte Gefühle
- Luxemburgo: Tullio Forgiarini, Amok – Eng Lëtzebuerger Liebeschronik
- República da Macedónia: Lidija Dimkovska, РЕЗЕРВЕН ЖИВОТ
- Roménia: Ioana Pârvulescu, Viaţa începe vineri
- Eslovénia: Gabriela Babnik, Sušna doba
- Espanha: Cristian Crusat, Breve teoría del viaje y el desierto

### 2014
Os vencedores foram anunciados a 8 de Outobro de 2014 na Feira do Livro de Frankfurt.
- Albânia: Ben Blushi - Otello, Arapi i Vlorës (Othello, Arap of Vlora). Mapo Editions, 2011
- Bulgária: Milen Ruskov - Възвишение (Summit), Janet 45, 2011
- República Checa: Jan Němec - Dějiny světla (A History of Light). Host, 2013
- Grécia: Makis Tsitas - Μάρτυς μου ο Θεός (God is my witness). Kichli, 2013
- Islândia: Oddný Eir - Jarðnæði (Land of Love, Plan of Ruins). Bjartur, 2011
- Letónia: Janis Jonevs - Jelgava '94. Mansards, 2013
- Liechtenstein: Armin Öhri - Die dunkle Muse: Historischer Kriminalroman (The Dark Muse). Gmeiner, 2012
- Malta: Pierre J. Mejlak - Dak li l-Lejl Iħallik Tgħid (What the Night Lets You Say). Merlin Publishers, 2011
- Montenegro: Ognjen Spahić - Puna glava radosti (Head Full of Joy). Nova knjiga, 2014
- Holanda: Marente de Moor - De Nederlandse maagd (The Dutch Maiden). Querido, 2010
- Sérvia: Uglješa Šajtinac - Sasvim skromni darovi (Quite Modest Gifts). Arhipelag, 2011
- Turquia: Birgül Oğuz - Hah (Aha), short stories. Metis, 2012
- Reino Unido: Evie Wyld - All The Birds, Singing. Vintage, 2013

### 2015
Os vencedores foram anunciados em  Abril de 2015, na cerimónia de abertura da Feira do Livro de Londres por Tibor Navracsics, Comissário Europeu para a Educação, Cultura, Juventude e Desporto.
- Áustria: Carolina Schutti - Einmal muss ich über weiches Gras gelaufen sein (Once I must have trodden soft grass). Otto Müller Verlag, 2012.
- Croácia: Luka Bekavac - Viljevo. Fraktura, 2013.
- Eslováquia: Svetlana Zuchova - Obrazy zo života M. (Scenes from the Life of M.). Marenčin PT, 2013.
- França: Gaëlle Josse - Le dernier gardien d’Ellis Island (The last guardian of Ellis Island). Editions Noir sur Blanc, 2014.
- Hungria: Edina Szvoren - Nincs, és ne is legyen (There Is None, Nor Let There Be). Palatinus, 2012.
- Irlanda: Donal Ryan - The Spinning Heart (Le cœur qui tourne). Doubleday Ireland, 2013.
- Itália: Lorenzo Amurri - Apnea. Fandango Libri, 2013.
- Lituânia: Undinė Radzevičiūtė - Žuvys ir drakonai (Fishes and Dragons). Baltos lankos, 2013.
- Noruega: Ida Hegazi Høyer - Unnskyld (Forgive me). Tiden Norsk Forlag, 2014.
- Polónia: Magdalena Parys - Magik (Magician). Świat Książki, 2014.
- Portugal: David Machado - Índice Médio de Felicidade (Average Happiness Index). Dom Quixote, 2013.
- Suécia: Sara Stridsberg - Beckomberga - ode till min familj (The Gravity of Love). Albert Bonniers Förlag, 2014.

### 2016
Os vencedores foram anunciados em  Abril de 2016, na Comissão Europeia por Tibor Navracsics, Comissário Europeu para a Educação, Cultura, Juventude e Desporto..
- Bélgica: Christophe Van Gerrewey - Op de hoogte
- Bósnia e Herzegovina: Tanja Stupar-Trifunovic - Satovi u majčinoj sobi
- Chipre: Antonis Georgiou - Ένα αλπούμ ιστορίες
- Dinamarca: Bjorn Rasmussen - Huden er det elastiske hylster der omgiver hele legemet
- Estónia: Paavo Matsin - Gogoli disko
- Finlândia: Selja Ahava - Taivaalta tippuvat asiat
- Macedónia: Nenad Joldeski - Секој со своето езеро
- Alemanha: Benedict Wells - Vom Ende der Einsamkeit
- Luxemburgo - Gast Groeber - All Dag verstoppt en aneren
- Roménia: Claudiu M. Florian - Varstêle jocului. Strada Cetăţii
- Eslovénia: Jasmin B. Frelih - Na/pol
- Espanha: Jesús Carrasco - La tierra que pisamos

### 2017
Os vencedores foram anunciados em  Maio de 2017, na Comissão Europeia por Tibor Navracsics, Comissário Europeu para a Educação, Cultura, Juventude e Desporto.
- Albânia: Rudi Erebara
- Bulgária: Ina Vultchanova
- Grécia: Kallia Papadaki
- Holanda: Jamal Ouariachi
- Islândia: Halldóra K. Thoroddsen
- Letónia: Osvalds Zebris
- Malta: Walid Nabhan
- Montenegro: Aleksandar Bečanović
- Reino Unido: Sunjeev Sahota
- República Checa: Bianca Bellová
- Sérvia: Darko Tuševljaković
- Turquia: Sine Ergün